# Šipkovsko Teke
Šipkovsko Teke (makedonsky: Шипковско Теќе) je historická vesnice v Severní Makedonii. Nachází se v opštině Tetovo v Položském regionu.

## Geografie
Vesnice leží v pohoří Šar Planina, v nadmořské výšce 780 metrů. Je součástí oblasti Položská kotlina a leží poblíž řeky Pena. Území vesnice spadá pod správu vesnice Šipkovica.

## Historie
Vesnice byla založena během nadvlády Osmanské říše a součástí pašaliku Tetovo. Údajně ji založil bej Kuen Baba, který zde zemřel. Stál zde původně domek, poblíž něj byl pohřben zakladatel vesnice. Podle archeologických nálezů z roku 1948 zde stály až 3 domy. Žili zde muslimové turecké nebo albánské národnosti. V roce 1948 byl na tomto místě zřízen dětský zábavní park.